# Stożkówka jajowata

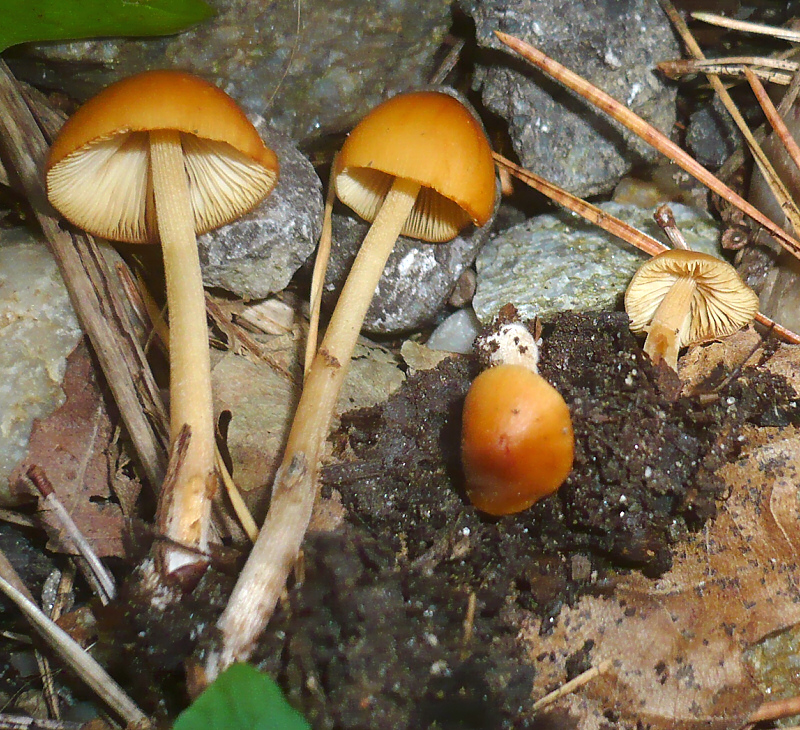

Stożkówka jajowata (Conocybe subovalis Kühner & Watling) – gatunek grzybów z rodziny gnojankowatych (Bolbitiaceae).

## Systematyka i nazewnictwo
Pozycja w klasyfikacji według Index Fungorum: Conocybe, Bolbitiaceae, Agaricales, Agaricomycetidae, Agaricomycetes, Agaricomycotina, Basidiomycota, Fungi.
Synonimy:
- Agaricus ovalis Fr. 1857
- Conocybe subovalis f. radicans E. Ludw. 2007
- Conocybe subovalis Kühner & Watling 1980 f. subovalis
- Conocybe tenera var. subovalis Kühner 1935
- Galera ovalis (Fr.) Gillet 1876

Nazwę polską zaproponował Władysław Wojewoda w 2003 r..

## Morfologia
Kapelusz
Średnica 1–3 cm, rzadko do 4 cm, kształt stożkowaty do dzwonkowatego, brzeg starszych okazów prążkowany. Powierzchnia gładka, o barwie od jasnoochrowej przez brążową do ciemnobrązowej, nigdy nie jest złocistożółta jak u gnojanek.
Blaszki
Jasnobrązowawe, ochrowe. Oprócz blaszek podstawowych występują międzyblaszki.
Trzon
Brunatno-brązowawy, bladoochrowy, sztywny, drobno oprószony, bez pierścienia.
Miąższ
Jasnobrązowy, kruchy.
Zarodniki
Gładkie, elipsoidalne, czerwonawo-brązowe, o rozmiarach 10,6–13 x 6–8 μm, z wyraźną porą rostkową.

## Występowanie i siedlisko
Znane jest występowanie stożkówki półkulistej głównie w Europie. Jest tutaj szeroko rozprzestrzeniona; występuje od Hiszpanii po około 62° szerokości geograficznej w Finlandii. Poza tym notowana w Kanadzie w stanach Ontario i Québec. W piśmiennictwie naukowym na terenie Polski podano liczne stanowiska. Nowe stanowiska podaje internetowy atlas grzybów.
Rośnie na ziemi na łąkach, pastwiskach, polach uprawnych, w ogrodach, na nieużytkach, w lasach liściastych i iglastych, na obrzeżach lasów. Owocniki wytwarza od lipca do listopada.